# Kaneko
Pour les articles homonymes, voir Kaneko (homonymie).
Kaneko Seisakusho Co., Ltd. (株式会社金子製作所) ou Kaneko (カネコ) était une société japonaise de développement et de vente de jeux vidéo et de logiciels informatiques créée en 1980,.

## Description
Kaneko Seisakusho fut fondé en juin 1980 dans le quartier Minamiōizumi (南大泉), dans l'arrondissement de Nerima à Tokyo.
La société déménage en janvier 1983 pour Shakujiidai, puis pour Shimorenjaku à Mitaka (Tokyo) en décembre 1984, puis pour Shibuya en avril 2000.
En décembre 1996, la société adopte le nom de Kaneko, Inc..
Kaneko a travaillé en tant que sous-traitant pour la société Taito dès 1982.
Kaneko est assez réputé dans le monde de l'arcade où elle a particulièrement axé son activité. Pas mal de titres maintenant célèbres comme Air Buster, Shogun Warriors, DJ Boy, Guts'n, Gals Panic, ont été développés par Kaneko. La société a développé des jeux pour ses propres systèmes d'arcade, mais également pour des sociétés concurrentes.
Au début de l'année 1999, les résultats sont mauvais et la société commence à rencontrer des difficultés financières l'an 2000.
En août 2004, Kaneko entre en conflit avec la société Hitachi au sujet de droits d'auteurs concernent le Super Kaneko Nova System.
Le 12 août, la société est officiellement déclarée en faillite. Hiroshi Kaneko, président et fondateur de Kaneko a promis de relancer les activités de l'entreprise mais aucune annonce n'a été faite depuis.

## Système d'arcade
- 68000 Based
- Super Kaneko Nova System

## Liste des jeux
| Titre                                              | Développeur         | Editeur | Système                  | Genre | Date |
| -------------------------------------------------- | ------------------- | ------- | ------------------------ | ----- | ---- |
| 1000 Miglia: Great 1000 Miles Rally                | Kaneko              | Kaneko  | 68000 Based              |       | 1994 |
| B.C. Kid / Bonk's Adventure / Kyukyoku!! PC Genjin | Kaneko              | Kaneko  | 68000 Based              |       | 1994 |
| B.Rap Boys                                         | Kaneko              | Kaneko  | 68000 Based              |       | 1992 |
| Blaze On                                           | Atlus               | Kaneko  | 68000 Based              |       | 1992 |
| Blood Warrior                                      | Kaneko              | Kaneko  | 68000 Based              |       | 1994 |
| Cyvern                                             | Kaneko              | Kaneko  | Super Kaneko Nova System |       | 1998 |
| Explosive Breaker                                  | Kaneko              | Kaneko  | 68000 Based              |       | 1992 |
| Gals Panic 4                                       | Kaneko              | Kaneko  | Super Kaneko Nova System |       | 1996 |
| Gals Panic S: Extra Edition                        | Kaneko              | Kaneko  | Super Kaneko Nova System |       | 1997 |
| Gals Panic S2                                      | Kaneko              | Kaneko  | Super Kaneko Nova System |       | 1999 |
| Gals Panic S3                                      | Kaneko              | Kaneko  | Super Kaneko Nova System |       | ???? |
| Guts'n                                             | Kaneko / Kouyousha  | Kaneko  | Super Kaneko Nova System |       | 2000 |
| Jackie Chan                                        | Kaneko              | Kaneko  |                          |       | 1995 |
| Jan Jan Paradise                                   | Electro Design      | Kaneko  | Super Kaneko Nova System |       | 1996 |
| Jan Jan Paradise 2                                 | Electro Design      | Kaneko  | Super Kaneko Nova System |       | 1997 |
| Jump Kun (prototype)                               | Kenako              | Kenako  |                          |       | 1984 |
| Magical Crystals                                   | Kaneko              | Kaneko  | 68000 Based              |       | 1991 |
| Mille Miglia 2: Great 1000 Miles Rally             | Kaneko              | Kaneko  | 68000 Based              |       | 1995 |
| Otome Ryouran                                      | ????                | Kaneko  | Super Kaneko Nova System |       | 1998 |
| Panic Street                                       | Kaneko              | Kaneko  | Super Kaneko Nova System |       | 1999 |
| Puzz Loop                                          | Mitchell            | Kaneko  | Super Kaneko Nova System |       | 1998 |
| Saru Kani Hamu Zou                                 | ????                | Kaneko  | Super Kaneko Nova System |       | 1997 |
| Sen Know                                           | Kaneko / Kouyousha  | Kaneko  | Super Kaneko Nova System |       | 1999 |
| Sengeki Striker                                    | Kaneko / Warashi    | Kaneko  | Super Kaneko Nova System |       | 1998 |
| Shogun Warriors                                    | Kaneko              | Kaneko  | 68000 Based              |       | 1992 |
| Tel Jan                                            | Electro Design      | Kaneko  | Super Kaneko Nova System |       | 1999 |
| The Berlin Wall                                    | Kaneko              | Kaneko  | 68000 Based              |       | 1991 |
| VS Block Breaker                                   | Kaneko / Mediaworks | Kaneko  | Super Kaneko Nova System |       | 1997 |
| VS Mahjong Otome Ryouran                           | Electro Design      | Kaneko  | Super Kaneko Nova System |       | 1998 |